# Helmdange
Helmdange (luxembourgeois : Hielem, allemand : Helmdingen) est une section de la commune luxembourgeoise de Lorentzweiler située dans le canton de Mersch.